# Gran Comunidad Nacional Alemana
La Gran Comunidad Nacional Alemana (en alemán: Großdeutsche Volksgemeinschaft, GVG) fue una de las dos principales organizaciones de fachada establecidas después de que el gobierno de la República de Weimar prohibiera el Partido Nacionalsocialista Obrero Alemán (Partido Nazi) a raíz del fallido Putsch de Múnich de noviembre de 1923.

## Historia
El GVG fue fundado el 1 de enero de 1924 por Alfred Rosenberg, editor en jefe del Volkische Beobachter, siguiendo las instrucciones de Adolf Hitler, quien estaba encarcelado en la prisión de Landsberg en ese momento. Poco antes de su arresto el 11 de noviembre de 1923, Hitler había encargado a Rosenberg el liderazgo del movimiento.
Con sede en Múnich, el GVG se limitaba en gran medida a Baviera, cuna del nacionalsocialismo, y no tenía una presencia sustancial fuera de ese Estado. El GVG se convirtió en un refugio para los miembros del Partido Nazi de esa zona. Los miembros destacados incluían a Max Amann, Phillipp Bouhler, Hermann Esser, Franz Xaver Schwarz y Julius Streicher.
Rosenberg, uno de los líderes nazis menos carismáticos y carente de cualidades de liderazgo, pronto fue apartado por Streicher, una personalidad mucho más despiadada, que fue elegido presidente de la GVG el 9 de julio de 1924 junto con Esser como vicepresidente.
El GVG se encontró compitiendo por el liderazgo del movimiento nazi con la otra organización sucesora mucho más grande, el Movimiento Nacional Socialista por la Libertad (en alemán: Nationalsozialistische Freiheitsbewegung, NSFB). Este grupo consistía en una alianza entre miembros del Partido Nazi del norte de Alemania y el Partido por la Libertad del Pueblo Alemán (en alemán: Deutschvölkische Freiheitspartei). Los líderes de este grupo eran Erich Ludendorff, Albrecht von Graefe y Gregor Strasser. El NSFB apoyó la participación en el sistema electoral. El GVG, por el contrario, todavía se aferraba a una orientación revolucionaria y antiparlamentaria que evitaba la participación en la política electoral. En consecuencia, no obtuvo escaños en las dos elecciones al Reichstag de mayo y diciembre de 1924.
Ninguno de los grupos aceptó la legitimidad del otro y ambos reclamaban el apoyo de Hitler. Esta rivalidad amenazaba con escindir en el movimiento nacionalsocialista. Hitler, que no quería poner en peligro sus posibilidades de libertad condicional, anunció su "retirada" del liderazgo político el 7 de julio de 1924 y se negó a respaldar públicamente a cualquiera de las organizaciones. Esto solo resultó en una mayor confusión, falta de armonía y disputas entre los supuestos grupos sucesores.
Hitler fue puesto en libertad el 20 de diciembre de 1924 y pronto restableció el NSDAP, recuperando su liderazgo el 27 de febrero de 1925 en un discurso en el Bürgerbräukeller de Múnich. Streicher y Esser asistieron y le juraron lealtad. Posteriormente, el GVG se disolvió formalmente el 12 de marzo y sus miembros se reincorporaron al Partido Nazi casi sin excepción.